# Inocêncio Seráfico de Assis Carvalho
Inocêncio Seráfico de Assis Carvalho (Recife, ca. 1830 — 7 de abril de 1884) foi um advogado, professor e político brasileiro.

## Biografia
Nasceu em Recife, filho de Francisco Seráfico de Assis Carvalho, escrituário do Arsenal de Guerra de Pernambuco, falecido em 13 de setembro de 1864, aos 65 anos.
Ainda muito jovem, entrou para o serviço militar. Ofício de 8 de junho de 1846, expedido pelo Comando das Armas reconheceu-o segundo-cadete, junto com seu irmão João Batista Seráfico de Assis Carvalho.
Em 1846, foi admitido na Faculdade de Direito de Olinda, na qual tomou grau de bacharel em 1851. No ano seguinte, deu baixa no serviço militar.
Membro do Partido Liberal, com ascensão deste ao poder, em 1863, elegeu-se deputado à Assembleia Geral para a 12.ª legislatura. Terminado seu mandato, foi designado presidente da província da Paraíba, de 1 de novembro de 1867 a 29 de julho de 1868. Foi destituído do cargo, com a ascensão do Partido Conservador, por decreto de 18 de julho de 1868.
Mordomo da Santa Casa de Misericórdia de Recife, em 1878.
Estando o Partido Liberal novamente no comando, Carvalho elegeu-se deputado geral para a 17.ª legislatura.
Professor jubilado da Faculdade de Direito de Recife, onde lecionou retórica, geografia e história, em 1883.
Reeleito para a 18.ª legislatura, faleceu no exercício do cargo, em Recife, aos 53 anos, vítima de febre tífica. Seu corpo foi sepultado no Cemitério de Santo Amaro.
Foi casado com Hortência Clarissa Barrelier, que, após o casamento, passou a assinar Hortência Clarissa Seráfico de Assis Carvalho. Hortência era filha de Isabel Carolina e Antônio Eugênio Barrelier, franceses, e irmã de Clementina Barrelier Otaviano de Sousa, esposa do coronel Augusto Otaviano de Sousa. Tiveram filhos. Hortência faleceu em São Paulo, em 12 de julho de 1909.